# The Singles Tour
The Singles Tour  – piętnasta trasa koncertowa grupy muzycznej Depeche Mode, w jej trakcie odbyło się sześćdziesiąt pięć koncertów.

## Lista utworów
1. Painkiller (Intro)
2. A Question of Time
3. World in My Eyes
4. Policy of Truth
5. It’s No Good
6. Never Let Me Down Again
7. Walking in My Shoes
8. Only When I Lose Myself
9. Martin Gore
  - "A Question of Lust"
  - "Sister of Night"
10. Martin Gore
  - "Home"
11. Condemnation
12. In Your Room
13. Useless
14. Enjoy the Silence
15. Personal Jesus
16. Barrel of a Gun
17. Somebody
18. - Stripped
  - Behind the Wheel
19. I Feel You
20. Just Can’t Get Enough

Z okazji Świąt Bożego Narodzenia zespół wystąpił w Radiu KROQ w cyklicznym programie

## Almost Acoustic X-mas w Los Angeles 1998.12.12.
Program koncertu wyglądał następująco:
1. Barrel of a Gun
2. Policy of Truth
3. It’s No Good
4. Walking in My Shoes
5. Sister Of Night
6. A Question of Lust
7. Enjoy the Silence
8. In Your Room
9. Behind the Wheel
10. Personal Jesus
11. Never Let Me Down Again

## Koncerty
| Data                      | Miasto                   | Kraj            | Miejsce                                                                                         |
| Europa                    | Europa                   | Europa          | Europa                                                                                          |
| ------------------------- | ------------------------ | --------------- | ----------------------------------------------------------------------------------------------- |
| 2 września 1998(dts)      | Tartu                    | Estonia         | Tähtvere Puhkepark                                                                              |
| 3 września 1998(dts)      | Jurmała                  | Łotwa           | Tenisa Centrs Lielupe                                                                           |
| 5 września 1998(dts)      | Moskwa                   | Rosja           | Stadion Olimpijski                                                                              |
| 7 września 1998(dts)      | Petersburg               | Rosja           | Petersburski Kompleks Sportowo-Koncertowy                                                       |
| 9 września 1998(dts)      | Helsinki                 | Finlandia       | Hartwall Arena                                                                                  |
| 11 września 1998(dts)     | Kopenhaga                | Dania           | Valby-Hallen                                                                                    |
| 12 września 1998(dts)     | Göteborg                 | Szwecja         | Scandinavium                                                                                    |
| 13 września 1998(dts)     | Sztokholm                | Szwecja         | Ericsson Globe Arena                                                                            |
| 15 września 1998(dts)     | Praga                    | Czechy          | Tesla Arena                                                                                     |
| 16 września 1998(dts)     | Wiedeń                   | Austria         | Wiener Stadthalle                                                                               |
| 18 września 1998(dts)     | Berlin                   | Niemcy          | Waldbühne                                                                                       |
| 19 września 1998(dts)     | Berlin                   | Niemcy          | Waldbühne                                                                                       |
| 20 września 1998(dts)     | Erfurt                   | Niemcy          | Messehalle                                                                                      |
| 22 września 1998(dts)     | Bruksela                 | Belgia          | Forest National                                                                                 |
| 23 września 1998(dts)     | Stuttgart                | Niemcy          | Hanns-Martin-Schleyer-Halle                                                                     |
| 25 września 1998(dts)     | Zurych                   | Szwajcaria      | Hallenstadion                                                                                   |
| 26 września 1998(dts)     | Bolonia                  | Włochy          | Palasport                                                                                       |
| 27 września 1998(dts)     | Mediolan                 | Włochy          | Mediolanum Forum                                                                                |
| 29 września 1998(dts)     | Londyn                   | Wielka Brytania | Wembley Arena                                                                                   |
| 30 września 1998(dts)     | Londyn                   | Wielka Brytania | Wembley Arena                                                                                   |
| 2 października 1998(dts)  | Manchester               | Wielka Brytania | Manchester Evening News Arena                                                                   |
| 3 października 1998(dts)  | Birmingham               | Wielka Brytania | National Exhibition Centre                                                                      |
| 5 października 1998(dts)  | Kolonia                  | Niemcy          | Lanxess Arena (koncert 5 października został sfilmowany; fragmenty koncertu znalazły się w MTV) |
| 6 października 1998(dts)  | Kolonia                  | Niemcy          | Lanxess Arena (koncert 5 października został sfilmowany; fragmenty koncertu znalazły się w MTV) |
| 7 października 1998(dts)  | Paryż                    | Francja         | Palais Omnisports de Paris-Bercy                                                                |
| 9 października 1998(dts)  | Hanower                  | Niemcy          | Messehalle                                                                                      |
| 10 października 1998(dts) | Lipsk                    | Niemcy          | Messehalle                                                                                      |
| 11 października 1998(dts) | Frankfurt nad Menem      | Niemcy          | Festhalle Frankfurt                                                                             |
| 13 października 1998(dts) | Monachium                | Niemcy          | Olympiahalle                                                                                    |
| 15 października 1998(dts) | Saragossa                | Hiszpania       | Pabellón Principe Felipe                                                                        |
| 16 października 1998(dts) | Barcelona                | Hiszpania       | Palau Sant Jordi                                                                                |
| 17 października 1998(dts) | San Sebastián            | Hiszpania       | Velódromo de Anoeta                                                                             |
| Ameryka Północna          |                          |                 |                                                                                                 |
| 27 października 1998(dts) | Worcester, Massachusetts | USA             | DCU Center                                                                                      |
| 28 października 1998(dts) | Nowy Jork                | USA             | Madison Square Garden                                                                           |
| 29 października 1998(dts) | Nowy Jork                | USA             | Madison Square Garden                                                                           |
| 1 listopada 1998(dts)     | Filadelfia, Pensylwania  | USA             | First Union Spectrum                                                                            |
| 5 listopada 1998(dts)     | Toronto, Ontario         | Kanada          | Rogers Centre SkyDome                                                                           |
| 6 listopada 1998(dts)     | Montreal, Quebec         | Kanada          | Bell Centre Molson                                                                              |
| 8 listopada 1998(dts)     | Cleveland, Ohio          | USA             | Quicken Loans Arena (Gund Arena)                                                                |
| 9 listopada 1998(dts)     | Auburn Hills, Michigan   | USA             | The Palace of Auburn Hills                                                                      |
| 11 listopada 1998(dts)    | Fairfax, Virginia        | USA             | Patriot Center                                                                                  |
| 13 listopada 1998(dts)    | Orlando, Floryda         | USA             | Amway Arena                                                                                     |
| 14 listopada 1998(dts)    | Miami Floryda            | USA             | Miami Arena                                                                                     |
| 15 listopada 1998(dts)    | Tampa Floryda            | USA             | St. Pete Times Forum (Ice Palace)                                                               |
| 18 listopada 1998(dts)    | Houston, Teksas          | USA             | Lakewood Church Central Campus, Compaq Center                                                   |
| 19 listopada 1998(dts)    | Dallas, Teksas           | USA             | Reunion Arena                                                                                   |
| 20 listopada 1998(dts)    | San Antonio, Texas       | USA             | Alamodome                                                                                       |
| 22 listopada 1998(dts)    | Nowy Orlean, Louisiana   | USA             | Lakefront Arena                                                                                 |
| 24 listopada 1998(dts)    | Rosemont, Illinois       | USA             | Allstate Arena (Rosemont Horizon)                                                               |
| 25 listopada 1998(dts)    | Rosemont, Illinois       | USA             | Allstate Arena (Rosemont Horizon)                                                               |
| 29 listopada 1998(dts)    | Denver, Kolorado         | USA             | McNichols Sports Arena                                                                          |
| 1 grudnia 1998(dts)       | Salt Lake City, Utah     | USA             | EnergySolutions Arena                                                                           |
| 2 grudnia 1998(dts)       | Nampa, Idaho             | USA             | Idaho Center                                                                                    |
| 4 grudnia 1998(dts)       | Vancouver                | Kanada          | Pacific Coliseum                                                                                |
| 6 grudnia 1998(dts)       | Portland                 | USA             | Rose Garden Arena                                                                               |
| 7 grudnia 1998(dts)       | Seattle, Waszyngton      | USA             | KeyArena                                                                                        |
| 9 grudnia 1998(dts)       | Sacramento, Kalifornia   | USA             | ARCO Arena                                                                                      |
| 11 grudnia 1998(dts)      | Oakland, Kalifornia      | USA             | Oakland-Alameda County Coliseum                                                                 |
| 12 grudnia 1998(dts)      | Los Angeles, Kalifornia  | USA             | KROQ Almost Acoustic Christmas                                                                  |
| 14 grudnia 1998(dts)      | Phoenix, Arizona         | USA             | US Airways Center (America West Arena)                                                          |
| 15 grudnia 1998(dts)      | San Diego, Kalifornia    | USA             | Viejas Arena, Cox Arena                                                                         |
| 18 grudnia 1998(dts)      | Inglewood, Kalifornia    | USA             | Kia Forum                                                                                       |
| 19 grudnia 1998(dts)      | Inglewood, Kalifornia    | USA             | Kia Forum                                                                                       |
| 20 grudnia 1998(dts)      | Anaheim, Kalifornia      | USA             | Honda Center, Arrowhead Pond                                                                    |
| 22 grudnia 1998(dts)      | Anaheim, Kalifornia      | USA             | Honda Center, Arrowhead Pond                                                                    |

## Support
- Purity (2 września – 17 października 1998)
- Stabbing Westward (27 września – 22 grudnia 1998)
- Tim Simenon (DJ set) (2 September – 17 October 1998)

## Załoga na trasie
- Manager – Baron J. Kessler
- Tour Manager – Andy Franks
- Art Director – Anton Corbijn
- Tour Accountant – Tom Golseth
- Security Manager – Darrell Ives
- Security – Tony Fedewa

## Personel
- Dave Gahan – wokal
- Martin Gore – gitara, keyboard, wokal
- Andy Fletcher – keyboard, chórki

- Peter Gordeno – keyboard, piano, chórki
- Christian Eigner – bębny
- Jordan Bailey – dodatkowy wokal
- Janet Cooke – dodatkowy wokal